# 時希美穂
時希 美穂（とき みほ、1993年8月10日 - ）は、日本のグラビアアイドル。群馬県沼田市出身。

## 略歴
30歳の頃、知人の化粧品PRをきっかけにTikTokに動画投稿を開始。胸を揺らす特徴的な動画が注目を集め、SNSでバズったことで、芸能界デビューに至った。
2023年6月、「第6代目ミス週刊実話WJガールズオーディション」にてグランプリを受賞。
2024年11月末、自身の病気の手術による傷跡が身体に残ってしまうことを理由に、それまで所属していたR・I・Pを円満に退所し、一度はグラビアアイドルの道をあきらめた。しかし、手術による傷跡が小さく済んだうえ、「傷跡を治しながらでも、もう一度グラビアが見たい」とのファンの声により、2025年からグラビアアイドルの活動をフリーで再開した。
2025年3月、健康飲料「男の青汁」8代目イメージガール に選出。
2025年6月「初代ミスアサヒ芸能グランプリ」にてグランプリを受賞。SNS発の遅咲きグラビアアイドルとして多くのメディアから注目を集めた。

## 受賞歴・称号
| 年        | タイトル／役職                         | 備考                                       |
| --------- | -------------------------------------- | ------------------------------------------ |
| 2023年6月 | 第6代ミス週刊実話WJガールズ グランプリ | デビュー直後のオーディション受賞           |
| 2025年3月 | 第8代「男の青汁」イメージガール        | 健康食品ブランドの公式モデル               |
| 2025年6月 | 初代ミスアサヒ芸能グランプリ           | アサヒ芸能主催オーディション初代グランプリ |

## 人物
- 趣味は美容、トイレ掃除、ヌンチャク、怪談話・都市伝説収集。
- オカルトや都市伝説に関心が強く、事故物件に実際に住んでいた経験も持つ[1]。
- 情報商材に100万円を投資した過去など、飾らないキャラクターでも知られる[1]。
- ファンのことを「とき民」と呼び、SNSや撮影会で交流を深めている。

## 出演

### テレビ番組
- テレビ朝日・Abema TV(見逃し配信) クラブ狸穴TOKYO [6]

### YouTube
- ガチンコビリヤードクラブ [7]
- 夢幻MAX TV [8]
- 全力アピール〜アダムシアター〜[9]
- 佐久間宣行のNOBROCK TV [10]
- ホラー部ホラーちゃんねる[11]

### 配信番組
- U-NEXT 『有田ジェネレーション Season9』#6 笑いとセクシーが融合！第2回チラリズムネタGP - ひょっこりはん とチラリズムネタを披露 [12]
- Prime Video『丸山ゴンザレスと事故物件の怖い現場』エピソード4〜6 [13]

### ゲームイベント出演
- 2023年8月、スマートフォンゲーム『日替わり内室』の5周年記念イベント「桃色サマーパーティー」に出演。グラビアアイドル10名による記念CMやオフラインイベントに登場した。[14]
- 2024年1月、ブラウザゲーム『クイーンズブレイド リミットブレイク』のイベントに出演した。[15]

## 作品

### イメージDVD
- 『ときめき』（2023年、株式会社futurism）[16]

### デジタル写真集
- 『週刊実話WJガールズデジタル写真集 時希美穂1』 (2024年、日本ジャーナル出版)[17]
- 『週刊実話WJガールズデジタル写真集 時希美穂2』 (2024年、日本ジャーナル出版)[18]